# Upplands runinskrifter Fv1967;265
Upplands runinskrifter Fv1967;265 är ett vikingatida runstensfragment av sandsten som hittades i Västra Libby, Husby-Sjuhundra socken och Norrtälje kommun i slutet av 1930-talet. Runstensfragmentet är triangelformat och 34 gånger 12 gånger 12 centimeter stort. Ristningen består av ett stycke av en runslinga samt ett mindre slingornament. Runorna är fem centimeter höga. Fragmentet förvaras i tornkammaren i Husby-Sjuhundra kyrka.

## Inskriften
Translitterering av runraden:
... -in · k... ...
Normalisering till runsvenska:
... [s]inn(?) g[oðan(?)] ...
Översättning till nusvenska:
… hans(?) gode(?) …